# Барышева Елена Владимировна
Ба́рышева Елена Владимировна (род. 3 января 1961 года, Москва) — российский историк, доктор исторических наук, профессор Российского государственного гуманитарного университета. Специалист в области истории России, политической истории, археографии. Декан исторического факультета ИАИ РГГУ, заведующая кафедрой истории и теории исторической науки РГГУ. Автор свыше 100 научных и учебно-методических трудов, среди которых учебники для средней, средне-профессиональной и высшей школы.

## Биография
Родилась 3 января 1961 года в Москве. После окончания школы поступила в Московский государственный историко-архивный институт.
В 1979 году поступила и в 1985 году с отличием окончила МГИАИ по специальности «Историк-архивист».
С 1989 года — работа в МГИАИ (с 1991 года — РГГУ).
В 1996 году защитила кандидатскую диссертацию на соискание ученой степени кандидата исторических наук на тему: «В. И. Невский — историк и археограф» (специальность 07.00.09 — «Историография, источниковедение и методы исторического исследования»).
В 2021 году защитила диссертацию на соискание ученой степени доктора исторических наук на тему: «Советский государственный праздник в социальном конструировании нового общества. 1918—1941 гг.» (специальность 07.00.02 — «Отечественная история»).
Декан исторического факультета ИАИ РГГУ, заведующая кафедрой истории и теории исторической науки.
Автор учебников по истории для средней, средне-профессиональной и высшей школы.

## Сфера научных интересов
- политическая история
- история исторической науки
- история и культура советского общества 1920—30-х гг.
- история повседневности

## Членство в ученых и общественных советах
- Член Ученого совета РГГУ
- Член РИСО РГГУ
- Член научного совета Национальной Электронной Библиотечной системы по истории
- Член Рабочей группы Экспертного совета Минобрнауки по развитию исторического образования
- Зам. председателя диссертационного совета 24.2.366.03 по историческим наукам
- Ученый секретарь диссертационного совета 24.2.366.01 по историческим наукам

## Основные печатные труды

### Монографии
- Барышева Е. В. «В веселом грохоте, в огнях и звонах»: советский праздник в социальном конструировании нового общества. — М.: РГГУ, 2020. 193 с.
- Барышева Е. В. (в соавторстве). Раннесоветское общество как социальный проект, 1917—1930-е гг.: монография: в 2 ч. Ч. 2: Советское общество: культура, сознание, поведение / Коллектив авт.; под общ. ред. Л. Н. Мазур; М-во науки и высш. образования, Урал. федер. ун-т. — Екатеринбург: Изд-во Уральского университета, 2019. 460 с.

### Учебники
- Барышева Е. В. (в соавторстве). История России. Углубленный уровень: 10-11 классы: учебник для среднего общего образования / К. А. Соловьёв [и др.]. — М.: Изд. Юрайт, 2023. — 242 с.
- Барышева Е. В. Теории прав человека: учебное пособие / Е. В. Барышева, М. А. Гордеева, Н. В. Шатина; Федеральное гос. бюджетное образовательное учреждение высш. проф. образования «Российский гос. гуманитарный ун-т», Фак. истории, политилогии и права, Каф. истории и теории ист. науки, Каф. социальных коммуникаций и технологий, Каф. культуры мира и демократии (ЮНЕСКО). — М.: РУДН, 2012. — 210 с.
- Алипов П. А., Архипова Е. А., Барышева Е. В., Донцев С. П., Иллерицкая Н. В., Лукьянов Д. В., Олейников Д. И., Соловьёв К. А. История России. Учебник и практикум для вузов / Сер. Высшее образование. — М.: 2021.
- Алипов П. А., Архипова Е. А., Барышева Е. В., Донцев С. П., Иллерицкая Н. В., Лукьянов Д. В., Олейников Д. И., Соловьёв К. А. История России. Учебник и практикум для СПО / Сер. Профессиональное образование. — М.: 2021.

### Основные статьи
- Барышева Е. В., Морозов Д. В. Историографические предпосылки складывания культа вождя в советских биографиях В. И. Ленина 1924—1956 гг. // История и архивы. 2021. № 3. С. 136—146.
- Барышева Е. В. Мифологизация истории в праздничных мероприятиях 1920—1930-х гг. // Вестник архивиста. 2020. № 1. С. 180—193.
- Барышева Е. В. «Отпустить 10 миллиардов»: к вопросу финансирования советских праздников и юбилеев // Вестник архивиста. 2020. № 2. С. 529—539.
- Барышева Е. В. Коммеморация революции в советской праздничной культуре 1920—1930-х гг. // Изв. Урал. федер. ун-та. Сер. 2: Гуманитар. науки. 2019. Т. 21. № 3 (190). С. 235—244.
- Барышева Е. В. «Новая женщина» в контексте советской праздничной культуры 1920—1930 гг. // Вестник архивиста. 2019. № 3. С. 887—899.
- Барышева Е. В. «Заставить улицу жить радостью торжества». В. Э. Мейерхольд и художественное оформление демонстраций // Вестник архивиста. 2018. № 4. С. 1103—1114.
- Барышева Е. В. «Обязательный и предварительный просмотр парткомитетами планов и программ всех радиопередач». Радиорепортажи 1920-30-х гг. о праздничных демонстрациях как средство формирования советской системы ценностей // Вестник архивиста. 2018. № 2. С. 406—422.
- Барышева Е. В. Оборотная сторона советского праздника 1920-30х годов: 7 ноября глазами современников // Диалог со временем. 2017. № 59. С. 81-99.
- Барышева Е. В. Мир идеалов советского праздника (К вопросу конструирования социальной реальности) // 1917 год в России: социалистическая идея, революционная мифология и практика: сб. науч. тр. Екатеринбург: Изд-во Урал. ун-та, 2016. С. 221—229.
- Барышева Е. В. Праздничное убранство советских городов (от военного коммунизма к эпохе первых пятилеток) // Уральский исторический вестник. 2016. № 3. С. 23-32.
- Барышева Е. В. «Фабрика переделки сознания»: символика советских Парков культуры и отдыха во властной репрезентации 1920-30-х гг. // Известия УрФУ. 2016. № 1. С. 9-25.
- Барышева Е. В. Конструирование политического пространства советского города 1920—1930-х гг. // Вестник РГГУ. 2015. № 11 (154). С. 31-41.
- Барышева Е. В. Личное пространство в повседневной жизни в СССР: 1920—1930-е годы // Россия и современный мир. 2015. № 4 (89). С. 200—211.
- Барышева Е. В. Красная площадь vs Кенингсплац // Цивилизация и варварство. 2014. № 3. С. 330—341.
- Барышева Е. В. Повседневный абсурд, или Абсурд повседневности и политическая рациональность 1920—1930-х гг. // Вестник РГГУ. 2014. № 1. С. 57-65.
- Барышева Е. В. «Режиссеры, организующие массы»: из истории общества строителей Международного Красного стадиона (1920—1933) // Труды Историко-архивного института. Памяти А. Д. Степанского. М., 2014. Т. 40. С. 68-80.
- Барышева Е. В. Формирование идеи «совместного» в ритуальных политических событиях 1920—1930-х годов // Вестник РГГУ. 2012. № 1. С.65-73.
- Барышева Е. В. Репрезентация власти как форма политического конструирования социальной среды // Вестник РГГУ. 2011. № 1. С. 123—131.

## Награды
Почётный работник высшего профессионального образования (2010)

## Избранные интервью
- Интервью в проекте «РГГУ в лицах»